# Jiří Nechvátal
Jiří Nechvátal (* 13. dubna 1976 Počátky) je český pracovník v oblasti informačních technologií v knihovnictví, vedoucí automatizace, správy sítě a digitalizace v Jihočeské vědecké knihovně v Českých Budějovicích.

## Život a profesní působení
Jiří Nechvátal se narodil v Počátkách 13. dubna 1976, mládí prožil v Žirovnici. Po maturitě vystudoval Zemědělskou a technologickou fakultu Jihočeské univerzity v Českých Budějovicích. Od roku 1999 působí v Jihočeské vědecké knihovně v Českých Budějovicích na různých pozicích v oboru informační technologie a digitalizace. Pracoval na využití technologie RFID ve výpůjčních a knihovnických procesech v knihovně. Zabývá se zaváděním a zdokonalováním metod shromažďování, uchovávání, vyhledávání a zpřístupňování dat a informací pro knihovny. Patří mezi tvůrce projektu digitalizace kulturního dědictví v Jihočeském kraji. Pracuje na regionálních i celostátních projektech v oboru informačních technologií, například Centrální projekt knihoven.
V roce 2014 spoluorganizoval spuštění on-line výpůjček e-knih v Jihočeské vědecké knihovně. Za projekt Obálky knih získal v roce 2016 pro Jihočeskou vědeckou knihovnu cenu Knihovna roku. V roce 2003 se zúčastnil za Českou republiku 33. konference mezinárodní organizace LIBER (Ligue des Bibliothéques Européennes de Recherche), sdružující odborné a vědecké knihovny z Evropy. Je lektorem kurzů počítačových dovedností. Publikuje v odborném tisku. Podílí se na zpřístupnění webu Jihočeské vědecké knihovny Kohoutí kříž.

### Ocenění
- 2003 – Cena Knihovna roku, diplom  „významný počin v oblasti poskytování veřejných knihovnických a informačních služeb“ za projekt Kohoutí kříž - Ministerstvo kultury České republiky
- 2016  – Cena Knihovna roku „významný počin v oblasti poskytování veřejných knihovnických a informačních služeb“. za projekt Obálky knih  (Jihočeská vědecká knihovna v Českých Budějovicích spolu s Moravskou zemskou knihovnou v Brně)  - Ministerstvo kultury České republiky
- 2017 – Medaile Z.V. Tobolky za významný přínos k rozvoji českého knihovnictví

### Dílo (výběr)
- Nechvátal, Jiří. Co nabízí projekt Obálkyknih.cz. Čtenář: měsíčník pro knihovny, 2015, 67(9), s. 321-325
- Hájková, Zuzana a Nechvátal, Jiří. Digitalizace v Jihočeském kraji: fondy knihovny i dalších paměťových institucí v digitální podobě. Čtenář: měsíčník pro knihovny, 2016, 68(2), s. 58-60
- Nechvátal, Jiří. Co se děje v JVK. Knihovny současnosti 2018 [online]. Praha: Sdružení
- knihoven ČR, 2018. s. 31-37. ISBN 978-80-86249-86-5
- Nechvátal, Jiří. Novinky v projektu Obálkyknih.cz. Knihovny současnosti 2019 [online]. Praha: Sdružení knihoven České republiky; V Brně: Moravská zemská knihovna, 2019. s. 124-129. ISBN 978-80-86249-89-6